# Ariane Paulus
Ariane Paulus (* 24. April 1976 in Magdeburg) ist eine deutsche Rechtsanwältin und scripted-reality-Darstellerin. Sie wurde durch die TV-Sendungen Anwälte im Einsatz und Familien-Fälle bekannt. Paulus ist in den Rechtsgebieten Arbeitsrecht, Kündigungsschutzrecht, Zivilrecht, Verkehrsunfallsrecht und Mietrecht tätig.

## Leben
Paulus wurde in der DDR geboren und zog mit 10 Jahren in den Westen. Ab 1986 lebte sie in West-Berlin. Nach ihrem bestandenen Abitur an einem Gymnasium in Berlin absolvierte sie ein Studium der Rechtswissenschaften an der Freien Universität Berlin.
Sie bestand ihre beiden juristischen Staatsexamen und wurde 2005 offiziell zur Rechtsanwältin zugelassen. Durch die Gründung ihrer eigenen Kanzlei in Berlin machte sie sich im Jahr 2009 selbstständig. Im Februar 2012 begann sie ihre Fernsehkarriere bei der SAT.1-Sendung Familien-Fälle.